# ワウト・ファン・アールト
ワウト・ファン・アールト（Wout van Aert, 1994年9月15日 - ）は、ベルギー、ヘーレンタルス出身の自転車競技選手。
シクロクロス世界選手権男子エリートレースの2016年、2017年、2018年の優勝者として知られている。
「ファンアールト」「ヴァンアールト」などと表記されることもある。

## 経歴
2016〜2018年、シクロクロス世界チャンピオン。
2018年より、ヴェランダスヴィレムス・クレランにてロードレースへの参戦を本格的にスタート。
未舗装路を走るストラーデ・ビアンケにて3位に入り、プロ初の表彰台を獲得。
2019年3月から3年契約でチーム・ユンボ・ヴィスマへ移籍した。ツール・ド・フランスでグランツールデビュー。第10ステージで横風分断により小集団となった先頭グループでのゴールスプリントを制し、ツール初出場初勝利を挙げた。第13ステージ・個人タイムトライアルでも有力視されていたが、コース後半の右コーナーでフェンスと接触し落車。骨折こそなかったが右太ももに深い裂傷を負い、リタイアとなった。
2020年、1月のキャスティールクロス・ゾンネベーケでレース復帰。8月、ストラーデ・ビアンケで復帰後初勝利。続くミラノ〜サンレモではゴール前、ジュリアン・アラフィリップとのマッチスプリントを制し、モニュメント初勝利を果たした。
2年連続出場となったツール・ド・フランスでは第5、第7ステージで勝利を挙げた。エースのプリモシュ・ログリッチが第9ステージから第19ステージまで総合首位となったことで、平坦、山岳を問わず集団牽引を行い、自身は総合20位でツール初完走を果たした。
2021年のツール・ド・フランスでは、モン・ヴァントゥを2回登る第11ステージで独走勝利。第20ステージの個人タイムトライアルでは、カスパー・アスグリーンに21秒差をつけて2勝目。第21ステージではシャンゼリゼでの集団スプリントを制して、1979年のベルナール・イノー以来の、同一大会での山岳ステージ、個人タイムトライアル、平坦スプリントでのステージ勝利を達成した。
2022年のツール・ド・フランスでは、第1ステージから第3ステージまで連続で2着。第4ステージでは、残り10km程からアタックをかけ独走勝利。第8、20ステージでも勝利を挙げステージ3勝。ポイント賞で2位以下に大差をつけ、マイヨ・ヴェールを手に入れた。
また、総合優勝を果たすヨナス・ヴィンゲゴーのアシストを、超級山岳ステージとなった第11ステージ等でも献身的に行い、総合敢闘賞も獲得した。

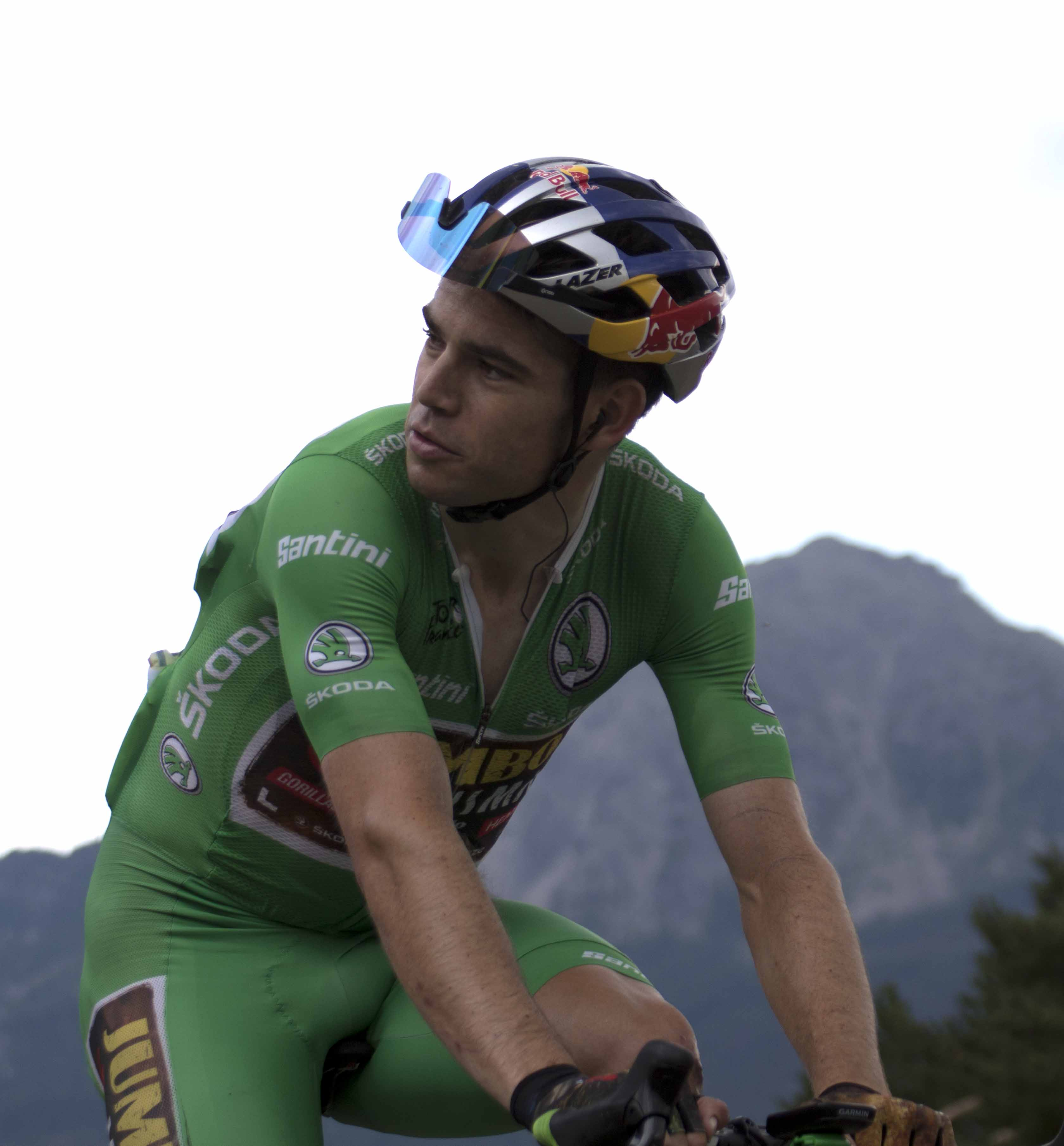
ツール・ド・フランス2022第13ステージにて、マイヨ・ヴェールを着用したワウト・ファン・アールト

## 主な戦績

### ロードレース

#### 2016年
- バロワーズ・ベルギー・ツアー　区間優勝（プロローグ）
- スハール・セルス　優勝

#### 2017年
- ロンド・ファン・リンブルフ　優勝
- Bruges Cycling Classic　優勝
- グランプリ・ピノ・チェラミ　優勝

#### 2018年
- ストラーデ・ビアンケ　3位
- ツアー・オブ・デンマーク　総合優勝（第2ステージ優勝）
- ヨーロッパ選手権　3位（ロードレース）

#### 2019年
- ストラーデ・ビアンケ　3位
- E3ビンクバンク・クラシック　2位
- クリテリウム・デュ・ドフィネ  ポイント賞、区間2勝（第4ステージ・個人タイムトライアル、第5ステージ）
- ベルギー選手権　個人タイムトライアル 優勝
- ツール・ド・フランス ステージ優勝 (第10ステージ)

#### 2020年
- ストラーデ・ビアンケ　優勝
- ミラノ〜サンレモ  優勝
- クリテリウム・デュ・ドフィネ  ポイント賞、区間優勝（第1ステージ）
- ベルギー選手権　個人タイムトライアル 優勝
- ツール・ド・フランス 区間優勝　(第5ステージ、第7ステージ)

#### 2021年
- ティレーノ〜アドリアティコ  ポイント賞（第1ステージ、第7ステージ・個人タイムトライアル優勝）
- ヘント〜ウェヴェルヘム 優勝
- アムステルゴールドレース 優勝
- ベルギー選手権　個人ロードレース 優勝
- ツール・ド・フランス 区間優勝　(第11ステージ、第20ステージ・個人タイムトライアル、第21ステージ)
- 東京オリンピック  個人ロードレース 銀メダル
- ツアー・オブ・ブリテン  総合優勝（第1、4、6、8ステージ優勝）

#### 2022年
- オムロープ・ヘット・ニウスブラット 優勝
- パリ〜ニース  ポイント賞（第4ステージ・個人タイムトライアル優勝）
- E3サクソバンク・クラシック 優勝
- クリテリウム・デュ・ドフィネ  ポイント賞（第1、5ステージ優勝）
- ツール・ド・フランス  ポイント賞（第4、8ステージ、第20ステージ・個人タイムトライアル優勝）、 総合敢闘賞
- ブルターニュ・クラシック・ウエスト＝フランス 優勝

#### 2023年
- E3サクソ・クラシック 優勝
- ツール・ド・スイス  ポイント賞
- ベルギー選手権　個人タイムトライアル 優勝
- ツアー・オブ・ブリテン  総合優勝（第5ステージ優勝）
- コッパ・ベルノッキ 優勝

#### 2024年
- ヴォルタ・アン・アルガルヴェ 区間優勝（第3ステージ）
- クールネ〜ブリュッセル〜クールネ 優勝
- パリオリンピック 個人タイムトライアル  3位
- ブエルタ・ア・エスパーニャ区間3勝（第3、7、10ステージ優勝）

#### 2025年
- ジロ・デ・イタリア 区間優勝（第9ステージ）
- ツール・ド・フランス 区間優勝（第21ステージ）

### シクロクロス

#### 2011-2012年
- スーパープレスティージュ ジュニア 総合2位
  - シクロクロス・ラダーフォールド 優勝

#### 2012-2013年
- スーパープレスティージュ U23 総合優勝
  - シクロクロス・ゾンホーフェン 優勝
  - シクロクロス・ガーフェレ 優勝
  - スーパープレスティージュ・ギーテン 優勝
- Bポスト・バンク・トロフェー U23 総合8位
  - スライティングスプライス・オーストマレ 優勝

#### 2013-2014年
- UCIシクロクロス世界選手権大会 U23  優勝
- Bポスト・バンク・トロフェー U23 総合優勝
  - グランプリ・ファン・ハッセルト 優勝
  - グランプリ・ローモア 優勝
  - アーゼンクロス 優勝
  - グランプリ・スヴェン・ネイス 優勝
  - クラワテンクロス 優勝
- ナショナル・シクロクロス・オテゲム 優勝
- UCIシクロクロスワールドカップ U23 総合2位
  - シクロクロス・ナミュール 優勝
  - グランプリ・ノメ 優勝
- スーパープレスティージュ U23 総合2位
  - シクロクロス・ガーフェレ 優勝
  - フラムス・アードベイエンクロス 優勝
  - ノールドゼークロス 優勝

#### 2014-2015年
- シクロクロス・ヨーロッパ選手権 U23  優勝
- Bポスト・バンク・トロフェー U23 総合優勝
  - シクロクロス・コッペンベルグ 優勝
  - ボレッケスクロス 優勝
  - グランプリ・ローモア 優勝
  - アーゼンクロス 優勝
  - グランプリ・スヴェン・ネイス 優勝
- ジルフェルメールクロス 優勝
- ファースライス・シクロクロス・ブレーデネ 優勝
- キャスティールクロス 優勝
- フロートプライス・スタッド・エークロ 優勝
- マルール・クレイクロス 優勝
- スライティングスプライス・オーストマレ 優勝
- UCIシクロクロスワールドカップ U23
  - ドゥイネンクロス・コクサイデ 優勝
  - シクロクロス・ナミュール 優勝
- スーパープレスティージュ U23
  - スーパープレスティージュ・ギーテン 優勝
  - シクロクロス・ゾンホーフェン 優勝
  - シクロクロス・ガーフェレ 優勝
  - グランプリ・デ・ラ・リージョン・ワロンヌ 優勝

#### 2015-2016年
- UCIシクロクロス世界選手権大会  優勝
- ベルギー選手権 シクロクロス  優勝
- UCIシクロクロスワールドカップ 総合優勝
  - クロスベガス（英語版） 優勝
- スーパープレスティージュ 総合優勝
  - スーパープレスティージュ・ギーテン（英語版） 優勝
  - シクロクロス・ゾンホーフェン（英語版） 優勝
  - シクロクロス・ガーフェレ（英語版） 優勝
  - グランプリ・デ・ラ・リージョン・ワロンヌ（英語版） 優勝
- Bポスト・バンク・トロフェー 総合優勝
  - GP・マリオ・デ・クレルク（英語版） 優勝
  - シクロクロス・コッペンベルグ（英語版） 優勝
  - ボレケスクロス（英語版） 優勝
  - グランプリ・ローモア（英語版） 優勝
  - シュヘルデクロス・アントウェルペン（英語版） 優勝
  - グランプリ・スヴェン・ネイス（英語版） 優勝
- スーダル・GP・ネールペルト（英語版） 優勝
- ステンバーグクロス（英語版） 優勝
  - ポルダースクロス（英語版） 優勝
  - ジルフェルメールクロス（英語版） 優勝
  - フロートプライス・スタッド・エークロ（英語版） 優勝

#### 2016-2017年
- UCIシクロクロス世界選手権大会  優勝
- ベルギー選手権 シクロクロス  優勝
- UCIシクロクロスワールドカップ 総合優勝
  - クロスベガス（英語版） 優勝
  - ジングル・クロス（英語版） 優勝
  - グランプリ・エリック・デ・フラーミンク（英語版） 優勝
  - メモリアル・ロマーノ・スコッティ（英語版） 優勝
- DVV・トロフェー 総合優勝
  - GP・マリオ・デ・クレルク（英語版） 優勝
  - シクロクロス・コッペンベルグ（英語版） 優勝
  - グランプリ・ローモア（英語版） 優勝
  - アーゼンクロス（英語版） 優勝
- スーパープレスティージュ 総合2位
  - グランプリ・デ・ラ・リージョン・ワロンヌ（英語版） 優勝
- ブリコ・クロス（英語版） 総合優勝
  - ミュール・ファン・ヘラールツベルヘン（英語版） 優勝
  - シルヴェスタークロス（英語版） 優勝
- トレックCXCカップ2（英語版） 優勝
- ケルミスクロス（英語版） 優勝
- ニールス・アルベルト・CX（英語版） 優勝
- スライティングスプライス・オーストマレ（英語版） 優勝

#### 2017-2018年
- UCIシクロクロス世界選手権大会  優勝
- ベルギー選手権 シクロクロス  優勝
- UCIシクロクロスワールドカップ 総合2位
  - ポルダークロス・ツェーフェン（英語版） 優勝
  - シクロクロス・ナミュール（英語版） 優勝
- スーパープレスティージュ 総合2位
  - シクロクロス・ブーム（英語版） 優勝
  - シクロクロス・ガーフェレ（英語版） 優勝
- DVV・トロフェー 総合3位
- ブリコ・クロス（英語版）
  - シクロクロス・ガーフェレ（英語版） 優勝
  - ヴァースライズ・シクロクロス（英語版） 優勝
- ケルミスクロス（英語版） 優勝
- ワースランドクロス（英語版） 優勝
- ビンゴール・シクロクロス（英語版） 優勝

#### 2018-2019年
- UCIシクロクロスワールドカップ 総合2位
  - シクロクロス・ポンシャトー（英語版） 優勝
- ブリコ・クロス（英語版）
  - ブレーデネクロス（英語版） 優勝
- シクロクロス・ラ・メジエール（英語版） 優勝
- ケルミスクロス（英語版） 優勝

#### 2019-2020年
- DVV・トロフェー
  - クラヴァーテンクロス（英語版） 優勝

#### 2020-2021年
- ベルギー選手権 シクロクロス  優勝
- UCIシクロクロスワールドカップ 総合優勝
  - シクロクロス・デンデルモンデ（英語版） 優勝
- フラムス・ドラウヴンフェルドリット・オーフェルアイゼ（英語版） 優勝
- X²O・バットカームルス・トロフェー
  - シクロクロス・ヘーレンタルス（英語版） 優勝
- ジルフェルメールクロス（英語版） 優勝

#### 2021-2022年
- ベルギー選手権 シクロクロス  優勝
- UCIシクロクロスワールドカップ
  - ヴァル・ディ・ソーレ 優勝
  - デンデルモンデ 優勝
- スーパープレスティージュ
  - ボーム 優勝
  - グランプリ・エリック・デ・フラーミンク（英語版） 優勝
- X²O・バットカームルス・トロフェー
  - アーゼンクロス（英語版） 優勝
  - グランプリ・スヴェン・ネイス（英語版） 優勝
  - シクロクロス・ヘーレンタルス（英語版） 優勝
- エティアスクロス（英語版）
  - グランプリ・ローモア（英語版） 優勝

#### 2022-2023年
- UCIシクロクロスワールドカップ
  - ダブリン 優勝
  - ゾンホーフェン 優勝
- スーパープレスティージュ
  - フースデン＝ゾルデル 優勝
  - ディーゲム 優勝
  - グルレーゲム 優勝
- X²O・バットカームルス・トロフェー
  - コクサイデ 優勝
  - ハンメ 優勝
- エグザクト・クロス（英語版）
  - モル 優勝
  - ロエンハウト 優勝
- UCIシクロクロス世界選手権大会 2位